# Lista odcinków serialu Orphan Black
Tu znajduje się lista odcinków kanadyjskiego serialu science fiction pod tytułem Orphan Black. Serial jest emitowany na kanale Space od 30 marca 2013 roku. Seria ta została stworzona przez Graeme'a Mansona i Johna Fawcetta, a główną rolę odgrywa Tatiana Maslany, wcielając się w kilka identycznych kobiet, będących klonami.
16 czerwca 2016 roku seria została prolongowana do piątego i zarazem ostatniego sezonu; pierwszy odcinek piątego sezonu miał swoją premierę 10 czerwca 2017 roku.
W Polsce serial ten dostępny jest za pośrednictwem platformy Netflix.
| Sezon | Sezon | Odcinki | Oryginalna emisja (Space) | Oryginalna emisja (Space) |
| Sezon | Sezon | Odcinki | Premiera sezonu           | Finał sezonu              |
| ----- | ----- | ------- | ------------------------- | ------------------------- |
|       | 1     | 10      | 30 marca 2013             | 1 czerwca 2013            |
|       | 2     | 10      | 19 kwietnia 2014          | 21 czerwca 2014           |
|       | 3     | 10      | 18 kwietnia 2015          | 20 czerwca 2015           |
|       | 4     | 10      | 14 kwietnia 2016          | 16 czerwca 2016           |
|       | 5     | 10      | 10 czerwca 2017           | 12 sierpnia 2017          |

## Odcinki

### Seria pierwsza (2013)
Wszystkie tytuły odcinków tej serii są cytatami z książki O powstawaniu gatunków autorstwa Charlesa Darwina.
| №  | Nr | Tytuł                                | Tytuł polski                         | Reżyseria      | Scenariusz    | Premiera (Space) | Oglądalność Space (w mln) |
| -- | -- | ------------------------------------ | ------------------------------------ | -------------- | ------------- | ---------------- | ------------------------- |
| 1  | 1  | Natural Selection                    | Selekcja naturalna                   | John Fawcett   | Graeme Manson | 30 marca 2013    | 0.684                     |
| 2  | 2  | Instinct                             | Instynkt                             | John Fawcett   | Graeme Manson | 6 kwietnia 2013  | 0.409                     |
| 3  | 3  | Variation Under Nature               | Zmienność w stanie natury            | David Frazee   | Graeme Manson | 13 kwietnia 2013 | 0.350                     |
| 4  | 4  | Effects of External Conditions       | Następstwa zmiany warunków           | Grant Harvey   | Karen Walton  | 20 kwietnia 2013 | 0.361                     |
| 5  | 5  | Conditions of Existence              | Warunki bytu                         | TJ Scott       | Alex Levine   | 27 kwietnia 2013 | 0.327                     |
| 6  | 6  | Variations Under Domestication       | Zmienność w stanie udomowienia       | John Fawcett   | Will Pascoe   | 4 maja 2013      | 0.340                     |
| 7  | 7  | Parts Developed in an Unusual Manner | Części rozwinięte w niezwykły sposób | Brett Sullivan | Tony Elliott  | 11 maja 2013     | 0.280                     |
| 8  | 8  | Entangled Bank                       | Gęsto porośnięty brzeg               | Ken Girotti    | Karen Walton  | 18 maja 2013     | 0.367                     |
| 9  | 9  | Unconscious Selection                | Dobór nieświadomy                    | TJ Scott       | Alex Levine   | 25 maja 2013     | 0.253                     |
| 10 | 10 | Endless Forms Most Beautiful         | Piękno nieskończonych odmian         | John Fawcett   | Graeme Manson | 1 czerwca 2013   | 0.376                     |

### Seria druga (2014)
Wszystkie tytuły pochodzą z prac Francisa Bacona.
| №  | Nr | Tytuł                                            | Tytuł polski                                      | Reżyseria      | Scenariusz                 | Premiera (Space) | Oglądalność Space (w mln) |
| -- | -- | ------------------------------------------------ | ------------------------------------------------- | -------------- | -------------------------- | ---------------- | ------------------------- |
| 1  | 11 | Nature Under Constraint and Vexed                | Więzy krępujące naturę                            | John Fawcett   | Graeme Manson              | 19 kwietnia 2014 | 0.620                     |
| 2  | 12 | Governed by Sound Reason and True Religion       | Kierując się zdrowym rozsądkiem i prawdziwą wiarą | John Fawcett   | Karen Walton Graeme Manson | 26 kwietnia 2014 | 0.718                     |
| 3  | 13 | Mingling Its Own Nature With It                  | Włączając w to swoją naturę                       | TJ Scott       | Alex Levine                | 3 maja 2014      | 0.450                     |
| 4  | 14 | Governed as It Were by Chance                    | Rządzony jakoby przypadkiem                       | David Frazee   | Russ Cochrane              | 10 maja 2014     | 0.484                     |
| 5  | 15 | Ipsa Scientia Potestas Est                       | Ipsa Scientia Potestas Est                        | Helen Shaver   | Tony Elliott               | 17 maja 2014     | 0.510                     |
| 6  | 16 | To Hound Nature in Her Wanderings                | Śledź naturę na jej ścieżkach                     | Brett Sullivan | Chris Roberts              | 24 maja 2014     | 0.541                     |
| 7  | 17 | Knowledge of Causes, and Secret Motion of Things | Znajomość przyczyn i tajemnych poruszeń rzeczy    | Ken Girotti    | Aubrey Nealon              | 31 maja 2014     | 0.497                     |
| 8  | 18 | Variable and Full of Perturbation                | Zmienny i pełen niepokoju                         | John Fawcett   | Karen Walton               | 7 czerwca 2014   | 0.576                     |
| 9  | 19 | Things Which Have Never Yet Been Done            | Rzeczy, których nigdy jeszcze nie dokonano        | TJ Scott       | Alex Levine                | 14 czerwca 2014  | 0.613                     |
| 10 | 20 | By Means Which Have Never Yet Been Tried         | Sposoby, których jeszcze nigdy nie próbowano      | John Fawcett   | Graeme Manson              | 21 czerwca 2014  | 0.538                     |

### Seria trzecia (2015)
Tytuły odcinków trzeciego sezonu są cytatami z pożegnalnej przemowy 34. prezydenta Stanów Zjednoczonych, Dwighta Eisenhowera.
Premierowy odcinek został wyemitowany jednocześnie na pięciu kanałach telewizyjnych: BBC America, AMC, IFC, SundanceTV oraz WE tv; odcinek ten na wszystkich został obejrzany łącznie przez 1,27 miliona ludzi. Podobnie w Kanadzie, odcinek premierowy wyświetlono jednocześnie na kanałach Space, CTV, Bravo oraz MTV Canada.
| №  | Nr | Tytuł                                        | Tytuł polski                                    | Reżyseria       | Scenariusz                  | Premiera (Space) | Oglądalność Space (w mln) |
| -- | -- | -------------------------------------------- | ----------------------------------------------- | --------------- | --------------------------- | ---------------- | ------------------------- |
| 1  | 21 | The Weight of This Combination               | Potęga tego połączenia                          | David Frazee    | Graeme Manson               | 18 kwietnia 2015 | 0.535                     |
| 2  | 22 | Transitory Sacrifices of Crisis              | Chwilowe poświęcenia                            | John Fawcett    | Aubrey Nealon               | 25 kwietnia 2015 | 0.420                     |
| 3  | 23 | Formalized, Complex, and Costly              | Sformalizowane, skomplikowane i kosztowne       | John Fawcett    | Chris Roberts               | 2 maja 2015      | 0.443                     |
| 4  | 24 | Newer Elements of Our Defence                | Nowe elementy naszej obrony                     | Chris Grismer   | Russ Cochrane               | 9 maja 2015      | 0.406                     |
| 5  | 25 | Scarred by Many Past Frustrations            | Zraniony wieloma wcześniejszymi niepowodzeniami | David Frazee    | Alex Levine                 | 16 maja 2015     | 0.460                     |
| 6  | 26 | Certain Agony of the Battlefield             | Pewna śmierć na polu bitwy                      | Helen Shaver    | Aubrey Nealon               | 23 maja 2015     | 0.393                     |
| 7  | 27 | Community of Dreadful Fear and Hate          | Ludzie przepełnieni strachem i nienawiścią      | Ken Girotti     | Sherry White                | 30 maja 2015     | 0.372                     |
| 8  | 28 | Ruthless in Purpose, and Insidious in Method | Bezwzględne działania i podstępne metody        | Aaron Morton    | Graeme Manson Chris Roberts | 6 czerwca 2015   | 0.522                     |
| 9  | 29 | Insolvent Phantom of Tomorrow                | Złudne widmo przyszłości                        | Vincenzo Natali | Russ Cochrane               | 13 czerwca 2015  | 0.401                     |
| 10 | 30 | History Yet to Be Written                    | Historia, która dopiero zostanie napisana       | John Fawcett    | Graeme Manson               | 20 czerwca 2015  | 0.428                     |

### Seria czwarta (2016)
Tytuły odcinków czwartego sezonu są cytatami z książki Simians, Cyborgs and Women: The Reinvention of Nature Donny Haraway.
| №  | Nr | Tytuł                             | Tytuł polski                 | Reżyseria        | Scenariusz                          | Premiera (Space) | Oglądalność Space (w mln) |
| -- | -- | --------------------------------- | ---------------------------- | ---------------- | ----------------------------------- | ---------------- | ------------------------- |
| 1  | 31 | The Collapse of Nature            | Ryzyko zawodowe              | John Fawcett     | Graeme Manson                       | 14 kwietnia 2016 | 0.229                     |
| 2  | 32 | Transgressive Border Crossing     | Kolejna granica przekroczona | John Fawcett     | Russ Cochrane                       | 21 kwietnia 2016 | 0.271                     |
| 3  | 33 | The Stigmata of Progress          | Znamiona                     | Ken Girotti      | Aubrey Nealon                       | 28 kwietnia 2016 | 0.242                     |
| 4  | 34 | From Instinct to Rational Control | Ewolucja kontroli            | Peter Stebbings  | Alex Levine                         | 5 maja 2016      | 0.218                     |
| 5  | 35 | Human Raw Material                | Zasoby ludzkie               | David Wellington | Kate Melville                       | 12 maja 2016     | 0.223                     |
| 6  | 36 | The Scandal of Altruism           | Skandaliczny altruizm        | Grant Harvey     | Chris Roberts                       | 19 maja 2016     | 0.248                     |
| 7  | 37 | The Antisocialism of Sex          | Antyspołeczny seks           | David Frazee     | Nikolijne Troubetzkoy Graeme Manson | 26 maja 2016     | 0.258                     |
| 8  | 38 | The Redesign of Natural Objects   | Przeprojektowywanie natury   | Aaron Morton     | Peter Mohan                         | 2 czerwca 2016   | 0.245                     |
| 9  | 39 | The Mitigation of Competition     | Zgoda buduje                 | David Frazee     | Alex Levine                         | 9 czerwca 2016   | 0.291                     |
| 10 | 40 | From Dancing Mice to Psychopaths  | Myszy i psychopaci           | John Fawcett     | Graeme Manson                       | 16 czerwca 2016  | 0.325                     |

### Seria piąta (2017)
Tytuły tego sezonu są cytatami z poematu Protest Elli Wheeler Wilcox.
| №  | Nr | Tytuł                                    | Reżyseria        | Scenariusz                            | Premiera (Space) | Oglądalność Space (w mln) |
| -- | -- | ---------------------------------------- | ---------------- | ------------------------------------- | ---------------- | ------------------------- |
| 1  | 41 | The Few Who Dare                         | John Fawcett     | Graeme Manson                         | 10 czerwca 2017  | 0.278                     |
| 2  | 42 | Clutch of Greed                          | John Fawcett     | Jeremy Boxen                          | 17 czerwca 2017  |                           |
| 3  | 43 | Beneath Her Heart                        | David Wellington | Alex Levine                           | 24 czerwca 2017  |                           |
| 4  | 44 | Let the Children & the Childbearers Toil | David Wellington | Greg Nelson                           | 1 lipca 2017     |                           |
| 5  | 45 | Ease for Idle Millionaires               | Helen Shaver     | Jenn Engels                           | 8 lipca 2017     |                           |
| 6  | 46 | Manacled Slim Wrists                     | Grant Harvey     | David Bezmozgis                       | 15 lipca 2017    |                           |
| 7  | 47 | Gag or Throttle                          | David Frazee     | Renée St. Cyr                         | 22 lipca 2017    |                           |
| 8  | 48 | Guillotines Decide                       | Aaron Morton     | Aisha Porter-Christie & Graeme Manson | 29 lipca 2017    |                           |
| 9  | 49 | One Fettered Slave                       | David Frazee     | Alex Levine                           | 5 sierpnia 2017  |                           |
| 10 | 50 | To Right the Wrongs of Many              | John Fawcett     | Renée St. Cyr & Graeme Manson         | 12 sierpnia 2017 |                           |